# Xã North Franklin, Quận Washington, Pennsylvania
Xã North Franklin (tiếng Anh: North Franklin Township) là một xã thuộc quận Washington, tiểu bang Pennsylvania, Hoa Kỳ. Năm 2010, dân số của xã này là 4.583 người.